# Mythicomyia collina
Mythicomyia collina is een vliegensoort uit de familie van de Mythicomyiidae. De wetenschappelijke naam van de soort is voor het eerst geldig gepubliceerd in 1866 door Philippi, oorspronkelijk geplaatst in het geslacht Cyrtoma. De plaatsing in het geslacht Mythicomyia gebeurde door Evenhuis in 2002 en maakte het noodzakelijk dat Mythicomyia collina Melander, 1961 een nieuwe naam kreeg, Mythicomyia cocollina.